# 始神龍翼龍屬
始神龍翼龍（屬名：Eoazhdarcho）是翼龍目翼手龍亞目朝陽翼龍科的一屬。始神龍翼龍的化石發現於中國遼寧省朝陽市的九佛堂組，年代為下白堊紀的阿普第階。始神龍翼龍的正模標本（編號GMN-03-11-02）包含一個部份身體骨骼與下頜，與其他翼龍類的差別在於骨頭的比例。掌骨非常延長，而頸椎、後肢並不延長。以神龍翼龍類的標準而言，始神龍翼龍相當小，翼展約1.6公尺。
在2005年，中國古生物學家呂君昌、季強將這些化石進行敘述、命名，模式種是遼西始神龍翼龍（E liaoxiensis）。屬名意為「開始的神龍翼龍」，意指牠們可能是神龍翼龍的早期近親；種名則是以化石發現地區為名。
始神龍翼龍的命名者最初將牠們歸類於神龍翼龍科，並認為牠們的體型相當於神龍翼龍。但是後來的親緣分支分類法研究顯示，始神龍翼龍比神龍翼龍科更為基礎，但仍共同屬於於神龍翼龍超科。在2008年，大衛·安文（David Unwin）等人建立朝陽翼龍科，包含一群神龍翼龍超科的原始物種，朝陽翼龍科屬於神龍翼龍超科，是神龍翼龍科的姊妹分類單元。

## 外部連結
- Eoazhdarcho in The Pterosaur Database
- Eoazhdarcho in The Pterosauria